# Colorado Flames
Colorado Flames var ett amerikanskt professionellt ishockeylag som spelade i Central Hockey League (CHL) mellan 1982 och 1984. Ishockeylaget spelade sina hemmamatcher i McNichols Sports Arena i Denver i Colorado. Det var ett farmarlag till Calgary Flames (NHL).
De vann aldrig någon Adams Cup, som delades ut till det ishockeylag som vann CHL:s slutspel.
Ishockeyspelare som spelade för dem var bland andra Ed Beers, Brian Bradley, Tim Hunter, Kari Jalonen, Al MacInnis och Mike Vernon.